# Česká divadelní encyklopedie
Česká divadelní encyklopedie je dlouhodobý projekt Kabinetu pro studium českého divadla na půdě výzkumu historie divadla na území dnešní České republiky v české i cizojazyčné podobě. Je prezentována v tištěné i online podobě. Financována je z projektu Ministerstva kultury.
Dělí se v následující podkapitoly: 
- Německá činohra v českých zemích v 19. století (hesla v češtině a němčině),
- Česká činohra 1900–1945,
- Česká činohra 1945–1989.[3]

Specifikem je, že to není slovník abecední, ale řazený podle historických (uměleckých) údobí.